# Židovský hřbitov v Pravoníně
Židovský hřbitov leží severně od obce Pravonín a je přístupný po polní cestě odbočující doleva ze silnice na Malovidy. Hřbitov je chráněn jako kulturní památka.

## Historie a popis
Židovští obyvatelé Pravonína jsou doloženi od začátku 18. století, hřbitov pak byl nejspíše založen v letech 1735–1737. V areálu o rozloze 1457 m² se z té doby zachovaly i nejstarší náhrobky. Do dnešní doby zde zůstalo jen několik desítek náhrobků a jejich torz, z márnice jsou viditelné pouze zbytky obvodových zdí, takže o její rekonstrukci se již neuvažuje, a ohradní zeď je také silně pobořena.
Pravidelně se zde pohřbívalo do roku 1933, nejmladší náhrobní kámen je datován 1928 a mezi významné pohřbené patří dědeček hudebního skladatele Gustava Mahlera.
Podle jiných zdrojů
jsou Mahlerovi prarodiče (dědeček Šimon Mahler a babička Marie, rozená Bondyová) pochováni v Humpolci. Jediný čitelný náhrobek na pravonínském hřbitově patří Josefu Mahlerovi (1845–1894).
Pocházejí odsud předkové pražského spisovatele a novináře Františka R. Krause.

## Současnost
Od roku 1996 má areál v péči Židovská obec v Praze, která plánuje postupné vztyčování povalených náhrobků a snad také obnovu poškozené obvodní zdi, díky níž je dnes areál volně přístupný.